# Gombyn Dsorig
Gombyn Dsorig (mongolisch Гомбын Зориг, englisch Gombyn Zorig, wiss. Transliteration Gombyn Zorig; * 20. Juni 1945) ist ein ehemaliger mongolischer Boxer.

## Sport
Gombyn Dsorig trat bei den Olympischen Sommerspielen 1972 in München an. Im Halbschwergewichtsturnier verlor er seinen ersten Kampf gegen Ahmed Mahmoud Aly aus Ägypten. Er kam  auf Rang 17.